# Lazarus Fuchs
Lazarus Immanuel Fuchs (5 de mayo de 1833 - 26 de abril de 1902) fue un matemático alemán que contribuyó con importantes investigaciones en el campo de las ecuaciones diferenciales lineales.

## Biografía
Fuchs nació en Moschin (Mosina) (ubicado en el Gran Ducado de Posen). Era hijo de un maestro judío con pocos medios económicos. Con muchas penalidades logró hacer sus estudios secundarios en el Instituto (Gymnasium) Federico Guillermo de Posen, donde conoció Leo Königsberger. En 1854 ingresó en la universidad de Berlín, haciendo sus estudios con su amigo Königsberger y viviendo ambos de lo que ganaba dando clases particulares.
En 1858 se doctoró, pero sufrió la discriminación por su religión, hasta que, finalmente en 1860 se decidió a convertirse al cristianismo. En 1865 fue profesor adjunto de la universidad de Berlín, el 1867-1868 fue profesor de la Escuela de Artillería e Ingeniería Militar, en 1869 fue nombrado profesor de la universidad de Greifswald, en 1874 de la de Göttingen y el 1875 de la de Heidelberg.

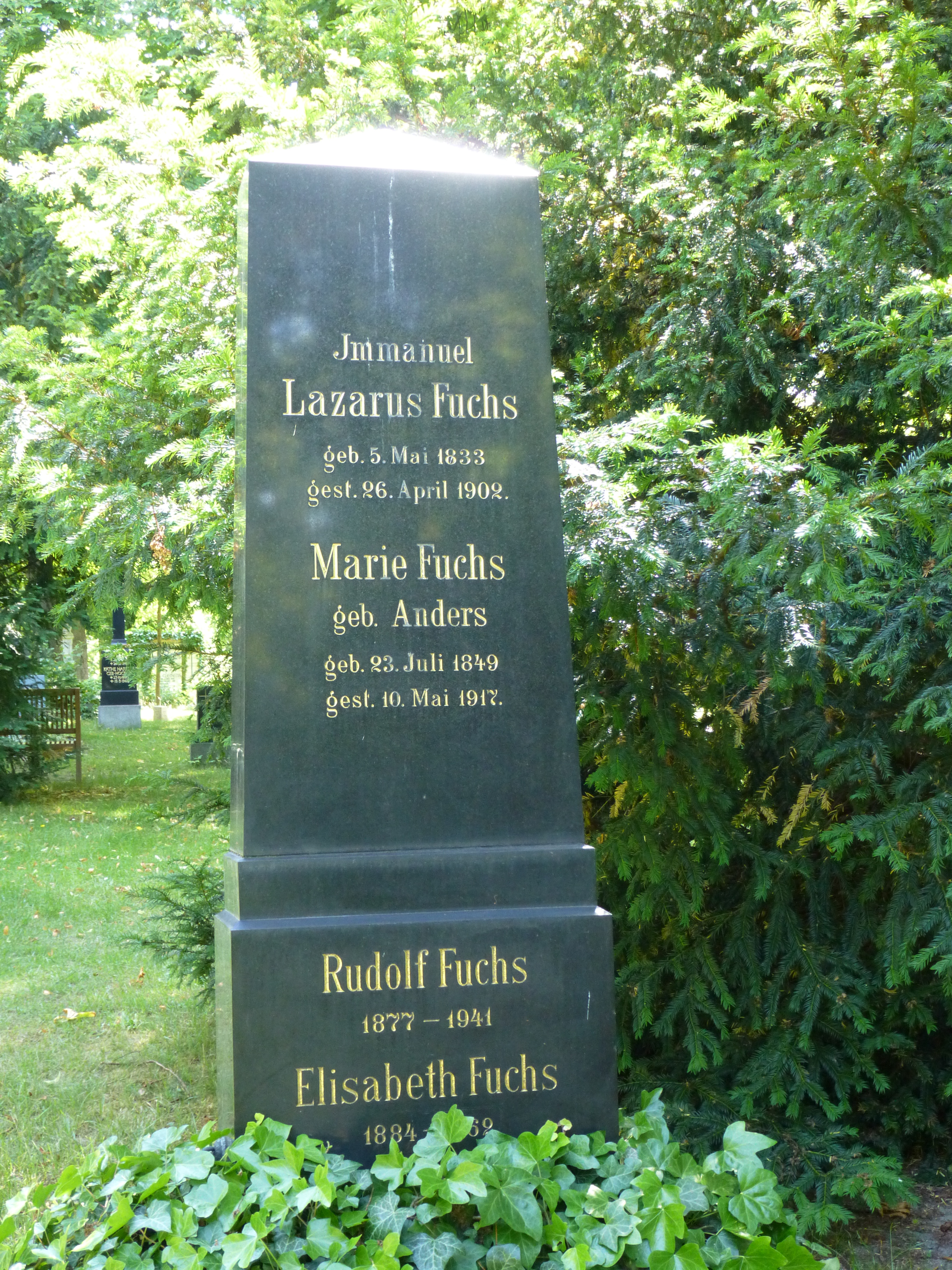
Tumba en el cementerio de Sant Matias de Schöneberg

En 1884 retornó a Berlín para ocupar la cátedra que había tenido su profesor Ernst Kummer. Dio clases en la universidad de Berlín hasta su muerte en 1902.
Desde 1892 fue el editor del Journal de Crelle, en sustitución del fallecido Leopold Kronecker.
Murió en Berlín, Alemania. Fue enterrado en Schöneberg en el cementerio de San Mateo. Su tumba en la sección H se conserva y figura como una tumba de honor del Estado de Berlín.

## Obra
La obra de Fuchs es considerada uno como puente entre las investigaciones fundamentales de Cauchy, Riemann y Weierstrass y la teoría moderna de las ecuaciones diferenciales de Poincaré, Painlevé y Picard. Su investigación más importante fue sobre los puntos singulares de las ecuaciones diferenciales lineales. Su primera publicación sobre el tema fue en 1866, y fue seguido de una cincuentena de artículos hasta sus contribuciones más importantes de 1884.
Sus estudios de 1876, con Hermite, fueron un paso fundamental en la teoría de las funciones modulares.
Sus obras completas fueron editadas en tres volúmenes por su hijo, el también matemático Richard Fuchs, y su discípulo Ludwig Schlesinger (1904-1909) bajo el título de Gesammelte Mathematische Werke von L. Fuchs.
Es el epónimo de los grupos y funciones fuchsianos, y la ecuación de Picard-Fuchs. Un punto singular, a, de una ecuación diferencial lineal
{\displaystyle y''+p(x)y'+q(x)y=0}
se llama fucsiano si p y q son meromórficos en el punto a, y tienen polos de órdenes a lo sumo 1 y 2, respectivamente. Según el teorema de Fuchs, esta condición es necesaria y suficiente para la regularidad del punto singular, es decir, para asegurar la existencia de dos soluciones linealmente independientes de la forma
{\displaystyle y_{j}=\sum _{n=0}^{\infty }a_{j,n}(x-x_{0})^{n+\sigma _{j}},\quad a_{0}\neq 0\,\quad j=1,2.}
donde los exponentes {\displaystyle \sigma _{j}}se puede determinar a partir de la ecuación. En el caso cuando {\displaystyle \sigma _{1}-\sigma _{2}} es un número entero, esta fórmula tiene que ser modificada.
Otro resultado bien conocido de Fuchs son las condiciones de Fuchs, las condiciones necesarias y suficientes para la ecuación diferencial no lineal de la forma
{\displaystyle F\left({\frac {dy}{dz}},y,z\right)=0}
este libre de singularidades movibles.

## Obras seleccionadas
- Über Funktionen zweier Variabeln, welche durch Umkehrung der Integrale zweier gegebener Funktionen entstehen , Göttingen 1881.
- Zur Theorie der linearen Differentialgleichungen , Berlín 1901.
- Gesammelte Werke , Hrsg. von Richard Fuchs y Ludwig Schlesinger. 3 Bde. Berlín 1904-1909